# Polina Gagarina
Polina Sergejevna Gagarina, född 27 mars 1987 i Moskva i dåvarande Ryska SFSR i Sovjetunionen, är en rysk sångerska, låtskrivare, skådespelerska och fotomodell som vann talangserien Star Factory 2003. Hon representerade sitt land i Eurovision Song Contest 2015 i Wien med låten "A Million Voices", skriven av ett team av låtskrivare bestående av bland annat två svenskar, Gabriel Alares och Joakim Björnberg. I finalen så slutade Gagarina på en andraplats med 303 poäng strax efter Måns Zelmerlöws vinnarlåt "Heroes".
Gagarina har fått kritik i hemlandet efter att hon visat sitt stöd för HBTQ-rörelsen.Gagarina har 2024 hamnat på EU:s sanktionslista och hennes låtar har tagits bort från Spotify efter att hon offenligt stött Rysslands invasion av Ukraina.